# Élection législative partielle de 1960 en Polynésie française
Une élection législative partielle se déroule le 26 juin 1960. Dans le territoire de la  Polynésie française, un député est à élire dans le cadre d'une circonscription.

## Élus
| Circonscription        | Député sortant | Parti | Parti | Député élu ou réélu  | Parti | Parti |
| ---------------------- | -------------- | ----- | ----- | -------------------- | ----- | ----- |
| Circonscription unique | Pouvanaa Oopa  |       | RDPT  | Marcel Pouvanaa Oopa |       | RDPT  |

## Résultats

### Résultats à l'échelle du territoire
|                | Rassemblement des populations tahitiennes | 10 727 | 43,89  | 1 |  |  |
|                | Divers                                    | 13 712 | 56,11  | 0 |  |  |
|                |                                           |        |        |   |  |  |
| Inscrits       | Inscrits                                  | 31 870 | 100,00 | 1 |  |  |
| Abstentions    | Abstentions                               | 7 270  | 22,81  |   |  |  |
| Votants        | Votants                                   | 24 600 | 77,19  |   |  |  |
| Blancs et nuls | Blancs et nuls                            | 161    | 0,65   |   |  |  |
| Exprimés       | Exprimés                                  | 24 439 | 99,35  |   |  |  |

### Résultats par circonscription
| | Marcel Pouvanaa Oopa élu | Sans étiquette | 10 727 | 43,89  |  |  |  |
| | Rudolf Bambridge         | Sans étiquette | 9 544  | 39,05  |  |  |  |
| | Atger                    | Sans étiquette | 2 238  | 9,16   |  |  |  |
| | Céran-Jérusalemy         | Sans étiquette | 1 467  | 6      |  |  |  |
| | Nimau                    | Sans étiquette | 463    | 1,89   |  |  |  |
| |                          |                |        |        |  |  |  |
| Inscrits | Inscrits                 | Inscrits       | 31 870 | 100,00 |  |  |  |
| Abstentions | Abstentions              | Abstentions    | 7 270  | 22,81  |  |  |  |
| Votants | Votants                  | Votants        | 24 600 | 77,19  |  |  |  |
| Blancs et nuls | Blancs et nuls           | Blancs et nuls | 161    | 0,65   |  |  |  |
| Exprimés | Exprimés                 | Exprimés       | 24 439 | 99,35  |  |  |  |
| Source : France, Ministère de l'intérieur. Les Elections législatives . Métropole., la Documentation française, 1963 (lire en ligne) |                          |                |        |        |  |  |  |